# Maria Àngels Vallvé Ribera
Maria Àngels Vallvé i Ribera es una exagente de bolsa y notaria catalana. Fundó la compañía de Bolsa GVC  en 1986.

## Biografía
Nacida en Barcelona en 1942, es licenciada en Ciencias Económicas y en Derecho por la Universidad de Barcelona. Es hija del ingeniero industrial, empresario y promotor cultural Joan Vallvé i Creus y Mercè Ribera Rovira. Casada con el catedrático de Teoría Económica, economista y político Joan Hortalà Arau, es madre de cinco hijos: Joan, Carme, Mercè, Rafael y Joaquím .

## Trayectoria
Maria Àngels Vallvé i Ribera fue la primera mujer agente de cambio y bolsa en España en 1971. Después de licenciarse en Económicas y Derecho, se especializó como actuaria de seguros y analista financiera. Tras la aprobación de la Ley de Reforma del Mercado de Valores en 1989, pasó a ejercer como corredora de comercio y desde el año 2000 hasta el 2012, como notaria en la plaza de Barcelona, a raíz de la fusión de ambos cuerpos.
En 1986 fue socia-fundadora de GVC, empresa de servicios de inversión, dedicada a la intermediación bursátil y la gestión de activos. En 2007 GVC compró la compañía Gaesco. Posteriormente integró la división de intermediación institucional de Bankia Bolsa.

## Liceo de Barcelona
Fue una de las diez primeras mujeres que, en el año 2000, pidieron el ingreso en el Círculo del Liceo de Barcelona. Formó parte de su junta de gobierno. En 2009 se integró la comisión de cuentas, creada ex profeso por la nueva junta directiva del Orfeó Català y la comisión delegada de la Fundació Orfeó Català-Palau de la Música,  compuesta por la exagente de cambio de la bolsa barcelonesa, Maria Àngels Vallvé i Ribera, el empresario Leopoldo Rodés y el financiero Ignasi García Nieto, para dar viabilidad a la entidad.